# Městská jatka (Brno)
Městská jatka v Brně jsou areál bývalých jatek nacházející se jihovýchodně od centra města ve čtvrti Trnitá mezi ulicemi Porážka a Masná. Výstavba areálu začala na konci 19. století a byl postupně rozšiřován o další technické budovy stavěné v historizujícím stylu. Nyní zde stojí dvanáct budov na ploše zhruba 32 hektarů. V polovině dvacátých let byla naproti areálu jatek vystavěna budova Masné burzy podle návrhu architekta Bohuslava Fuchse.
Areál brněnských městských jatek je jako součást industriálního dědictví památkově chráněn od roku 2016. V současnosti slouží většina dochovaných budov jako skladové prostory firmy Brněnské komunikace a.s.

## Historie
Původní městská jatka, která se nacházela v místech, kde je dnes Obchodní centrum Dornych, byla zbořena v roce 1868. Nová městská jatka včetně masného trhu byla zbudována v letech 1872 až 1877 na pravém břehu řeky Svitavy při ulici Křenová. Kvůli potřebám rostoucího města na konci 19. století vznikl při ulici Masná nový a větší areál za železniční tratí jižně od původního komplexu.
Menší správní budovy byly v historizujícím stylu vybudovány do roku 1899 stavitelem Franzem Ruschkou dle návrhů brněnského stavitele Ottokara Burgharta a architekta Ferdinanda Abta v severní části areálu okolo ulice Porážka. Dominantní budovu celých jatek představuje severojižně orientovaná propojovací hala nacházející se na ulici Masná, k níž z východní strany přiléhají budovy určené k porážkám, chladírny, strojovna, kotelna a stáje. Převýšená střední loď s množstvím oken zajišťovala dostatečné osvětlení a odvětrávání celého prostoru. K hale na jejím jižním konci přiléhá také výšková dominanta areálu, vodárenská věž. Do areálu vedla dnes již z velké části demontovaná vlečka napojená na trať mezi Brnem a Přerovem. Před první světovou válkou bylo v areálu ročně poráženo až 90 000 prasat a množství zde zpracovaného masa se vyváželo do Vídně, Bratislavy a Budapešti.
Mezi největší halou a řekou Svitavou byla v letech 1905 až 1909 pod dozorem architekta Josefa Nebehostenyho zřejmě vycházejícího z návrhu architekta Georga Osthoffa vystavěna budova Dobytčí tržnice. Koncipována byla jako bazilikální trojlodí a podobně jako ostatní budovy areálu byla charakteristická převýšenou střední lodí. Soubor budov má zděný, neomítnutý plášť z dvojbarevných, režných cihel a ploché střechy s původními nýtovanými ocelovými krovy. Dochovalo se na nich množství architektonických detailů, říms, atik a dalšího původního bohatého členění fasád. Další stavby od 20. let 20. století postupně vznikaly na západní straně ulice Masná. Nejvýznamnější z nich byla budova masné burzy vystavěná dle projektu Bohuslava Fuchse.
Za druhé světové války sloužil areál jako shromaždiště pro transporty romských rodin do nacistických vyhlazovacích táborů. Provoz městských jatek byl po neúspěšné privatizaci ukončen v 90. letech 20. století, načež budovy nebyly několik let využívány a posléze sloužily jako skladiště. Díky podpoře města je nový vlastník, společnost Brněnské komunikace, a.s., v letech 1998 až 2004 postupně opravil. Byly strženy nepůvodní přístavby a haly původních jatek byly upraveny jako skladiště pro uchovávání posypových materiálů určených k zimní údržbě městských komunikací. Dobytčí tržnice je využívána jako prostor pro parkovací stání a v roce 2004 byla dokončena rekonstrukce správních budov na ulici Porážka, přičemž došlo k obnově jejich původních fasád. Ačkoliv vnější části některých objektů byly za kulturní památky prohlášeny již v roce 1988, byla na základě návrhu z roku 2009 z rozhodnutí Ministerstva kultury v roce 2016 prohlášena většiny areálu bývalých brněnských jatek za kulturní památku.

## Galerie

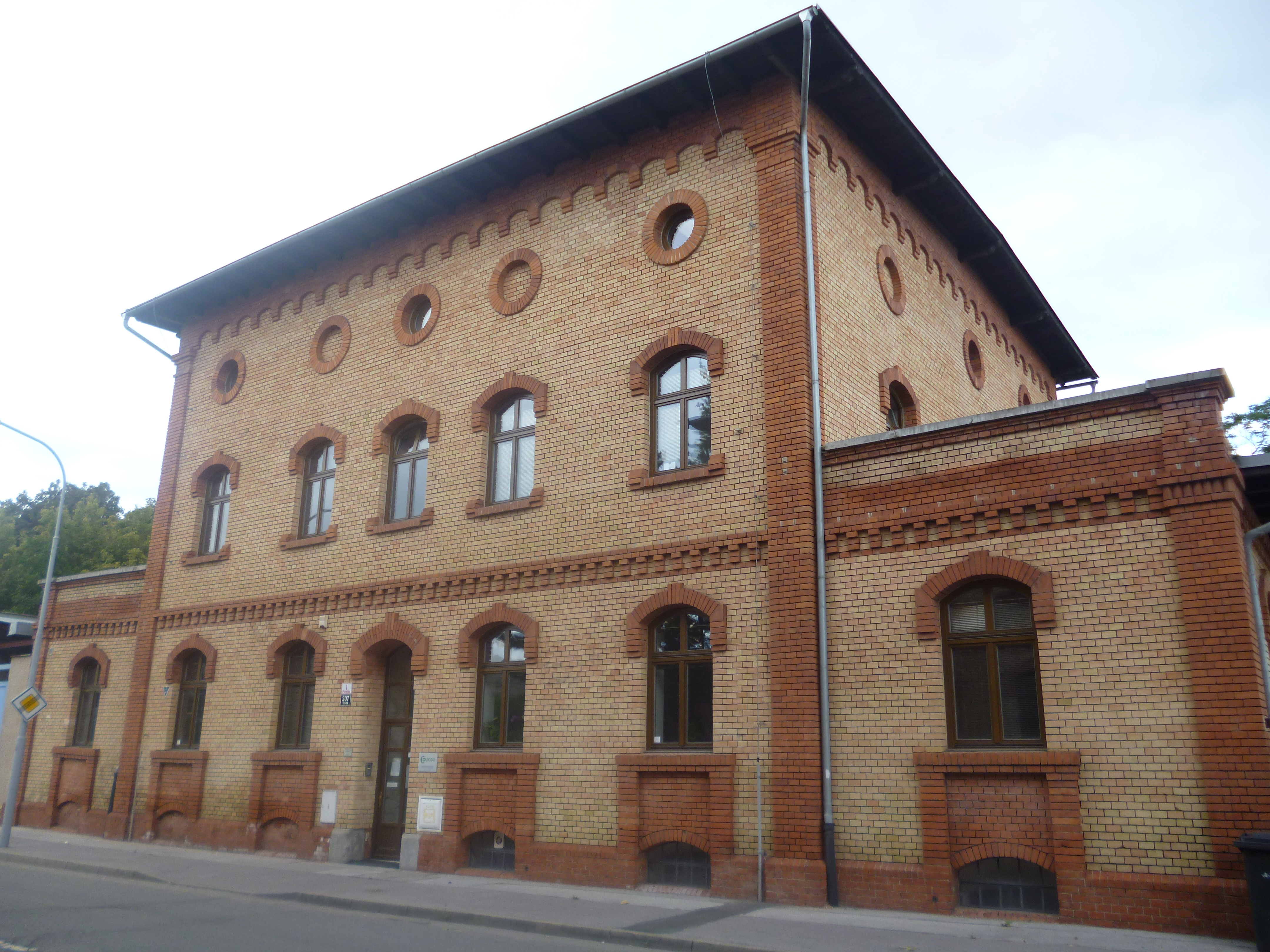
Správní budova, Porážka 207/1
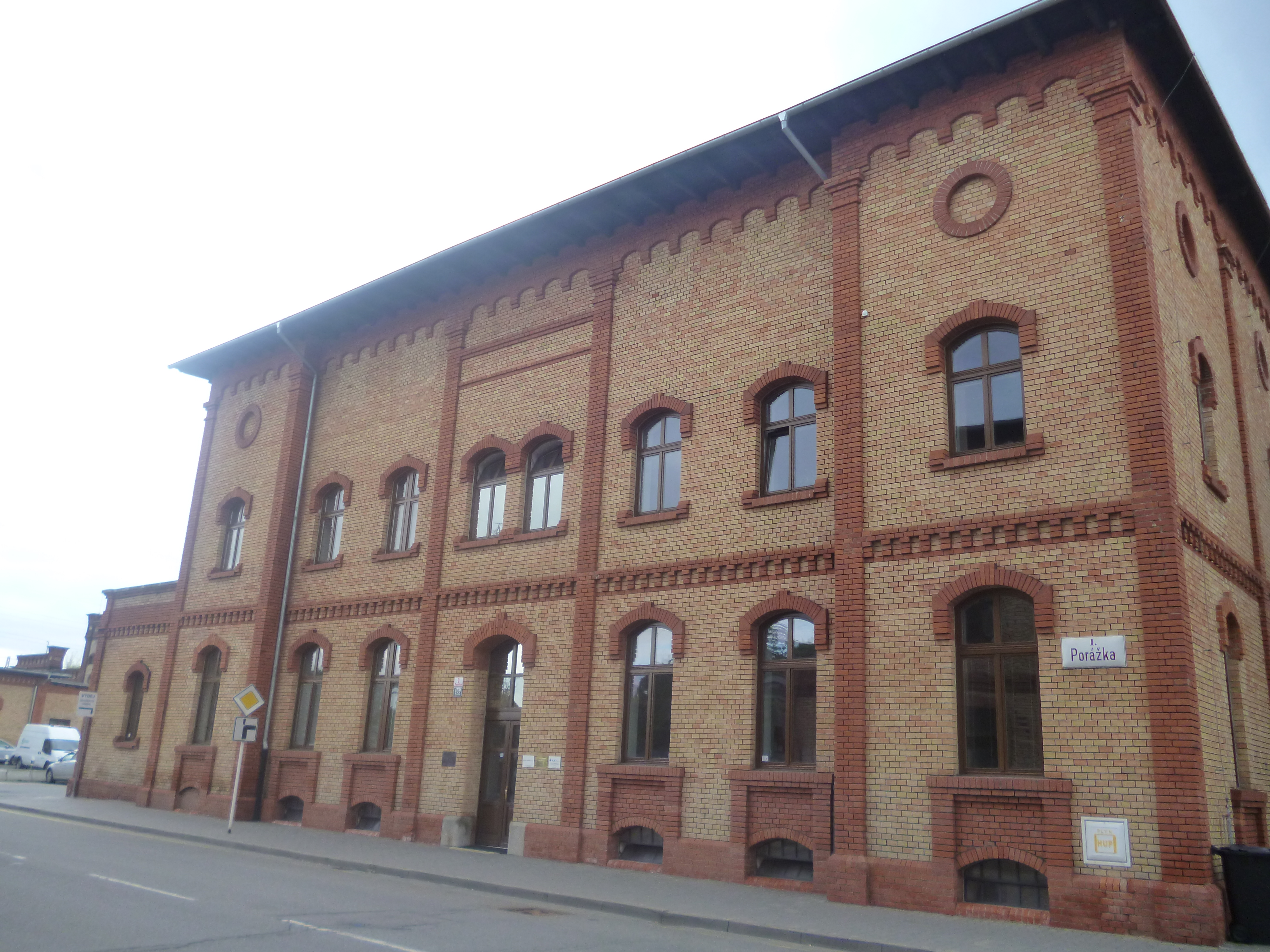
Správní budova, Porážka 459/2
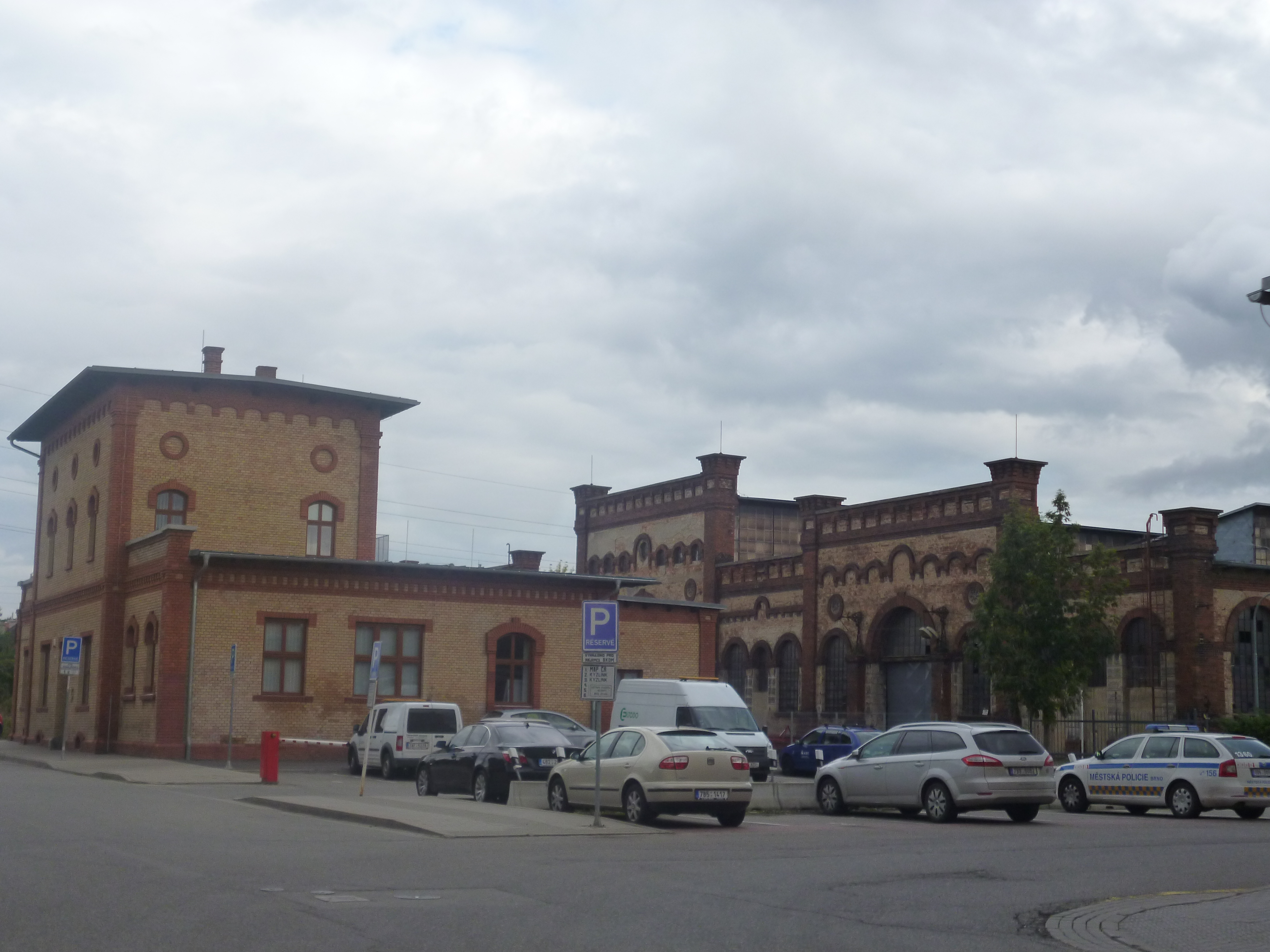
Vlevo správní budova, Porážka 206/4 a vpravo Dobytčí tržnice
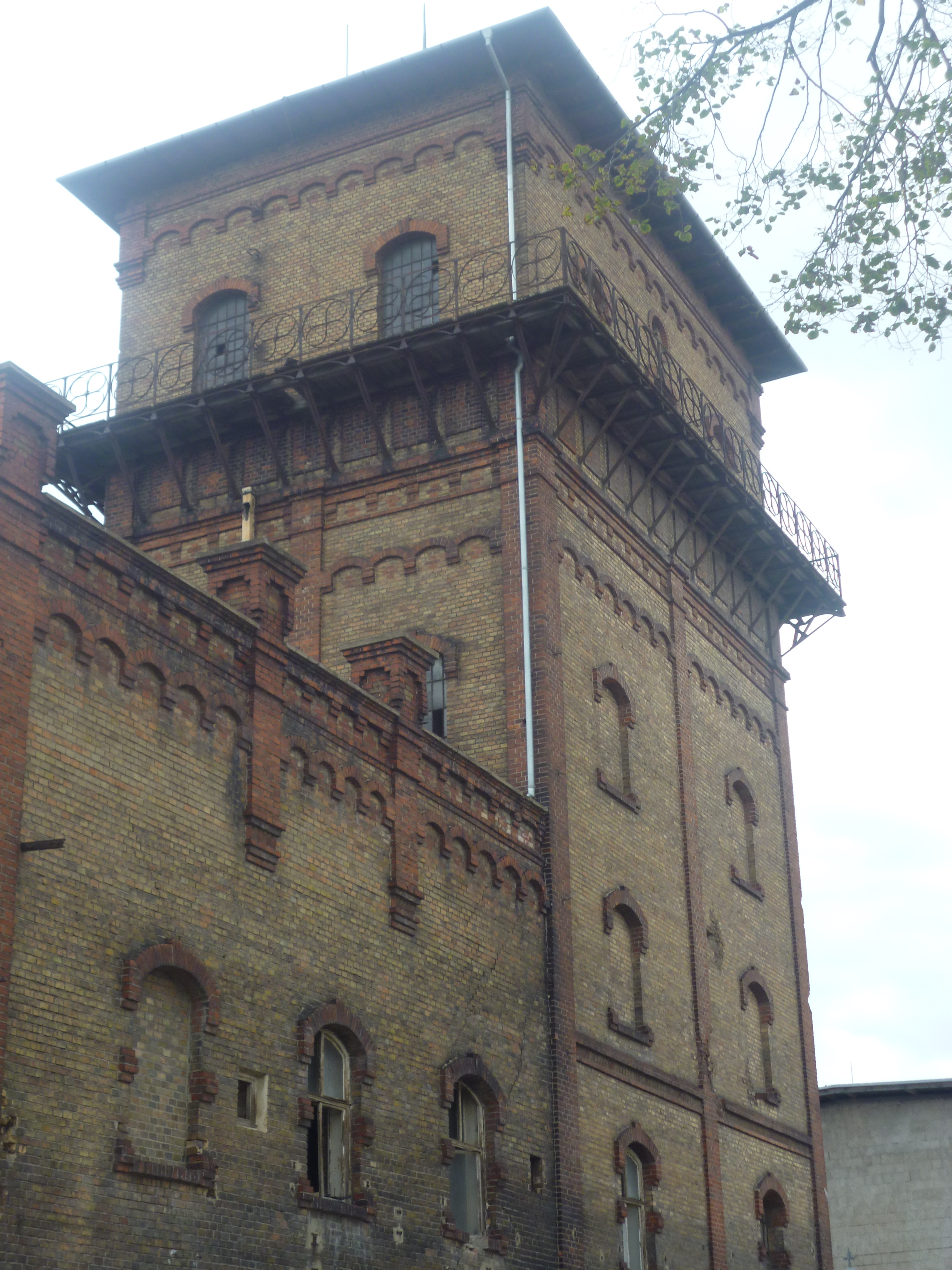
Bývalá vodárenská věž